# Révolution chilienne de 1851
La révolution de 1851 ou guerre civile de 1851 est une tentative des libéraux chiliens de renverser le gouvernement conservateur du président Manuel Montt et d'abroger la constitution de 1833. Elle débute le 20 avril 1851 (dans le contexte de la préparation des élections de juillet 1851) par un soulèvement à Santiago, dirigé par le colonel Pedro Urriola Balbontín (es), d'où son nom de Motín de Urriola dans l'historiographie chilienne. Il ne parvient pas à réunir les soutiens qu'il espérait au sein des forces armées et est rapidement vaincu par les forces pro-gouvernementales. 
Après les élections, remportées par Manuel Montt, d'autres soulèvements se produisent à La Serena le 5 novembre, puis à Concepción. Après une victoire décisive à Loncomilla le 8 décembre 1851, les forces pro-gouvernementales reprennent le contrôle de l'ensemble du pays. 